# Boljarovo
Boljarovo (in bulgaro Болярово?) è un comune bulgaro situato nel distretto di Jambol di 4 666 abitanti (dati 2009). La sede comunale è nella località omonima

## Località
Il comune è formato dall'insieme delle seguenti località:
- Boljarovo (Sede comunale)
- Dăbovo
- Dennica
- Goljamo Kruševo
- Gorska poljana
- Iglika
- Kamen vrăh
- Krajnovo
- Malko Šarkovo
- Mamarčevo
- Oman
- Popovo
- Ružica
- Šarkovo
- Sitovo
- Stefan Karadžovo
- Strandža
- Vălči izvor
- Voden
- Zlatinica